# パーソル総合研究所
株式会社パーソル総合研究所（パーソルそうごうけんきゅうしょ、英: Persol Resarch and Consulting Co.,Ltd.）は、東京都港区に本社を置く、パーソルグループのシンクタンク。
また、組織・人事コンサルティングや人材開発・教育支援などを行う。
パーソルホールディングス株式会社が100%出資。

## 会社概要
2017年に旧インテリジェンスHITO総合研究所と旧テンプスタッフラーニングの2社が統合して誕生。パーソルグループのシンクタンク・コンサルティングファームとして、調査・研究、人事コンサルティング、研修、そしてタレントマネジメントシステムなどのHRテックの各事業を行う。

## 沿革
- 2010年 - 株式会社インテリジェンス　HITO総合研究所として設立
- 2016年 - 株式会社パーソル総合研究所に社名変更
- 2017年 - テンプスタッフラーニング株式会社と統合および社名変更
- 2019年 - パーソルラーニング株式会社とともにパーソルホールディングス株式会社の直轄組織　HRMSユニットを組成
- 2021年 - 株式会社パーソル総合研究所として経営統合を実施

## 事業内容
労働市場や人材開発、新しい雇用の在り方や働き方など、人と組織にまつわる領域について調査研究を実施。そこで得られたデータや知見を基に、「組織・人事コンサルティング」「人材アセスメント」「タレントマネジメントシステム」「人材開発・社員研修」「現場・人事コンサルティング」といったソリューションを提供することで、社会・企業におけるさまざまな人事課題をカバーしている。
主な事業内容は下記の通り。
| - 調査・研究 - 労働市場 - ジョブ型雇用 - 労働力不足 - 副業、兼業 - 女性活躍 - ワーキングマザー - アルバイト・パート - 新卒 - コーポレート・アルムナイ - 地方創生 - サテライトオフィス - テレワーク - 人と人事 - グローバル人事 - 戦略人事 - アンコンシャス・バイアス - はたらく幸せ - 組織開発 - リテンション - キャリア - 人事評価 - 人材アセスメント - 人材育成 - 報酬 | - コンサルティング - 組織・人事コンサルティング - ヒューマンアセットコンサルティング - サラリーリサーチ - サーベイ・人材アセスメント - 人材開発・教育支援 - 階層別／マネジメント・リーダーシップ - キャリア開発支援・モチベーション向上 - 営業力強化 - プロジェクトマネジメント力強化 - デジタルラーニング - タレントマネジメント - タレントマネジメントシステム - 人材データ利活用支援 |

## 主な関連会社
- パーソルホールディングス株式会社
- パーソルテンプスタッフ株式会社
- パーソルキャリア株式会社
- パーソルプロセス＆テクノロジー株式会社
- パーソルワークスデザイン株式会社